# Heterocerus pachecoi
Heterocerus pachecoi là một loài bọ cánh cứng trong họ Heteroceridae. Loài này được Skalický miêu tả khoa học đầu tiên năm 2002.